# Gerhard Scholz (Philologe)

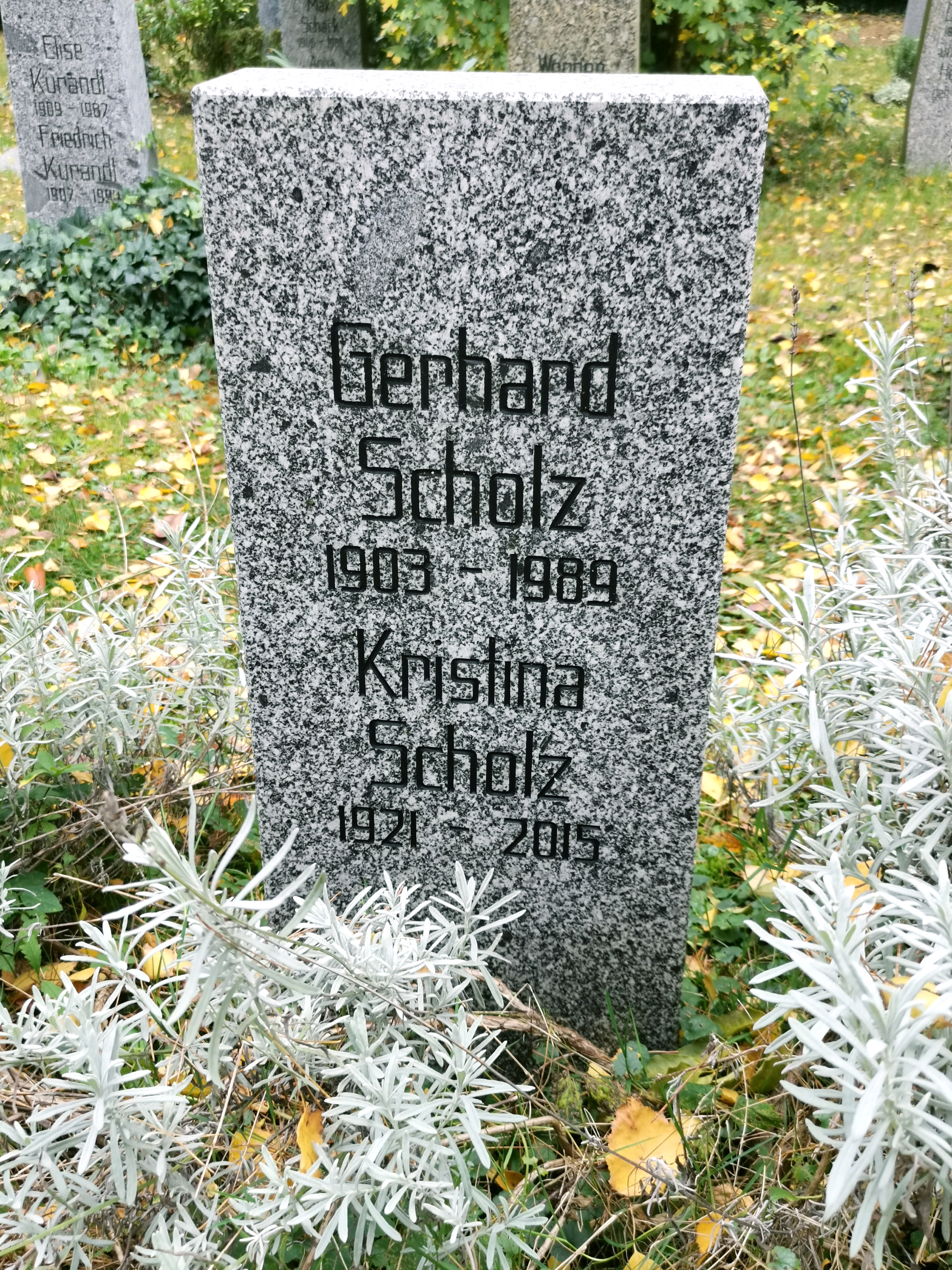
Grab auf dem Friedhof Pankow III, Feld 36 U

Gerhard Scholz (* 1. Oktober 1903 in Liegnitz, Schlesien; † 31. August 1989 in Berlin) war ein deutscher Philologe, Germanist sowie Literaturhistoriker.

## Leben
Der Lehrersohn Gerhard Scholz widmete sich nach abgelegtem Abitur an der Oberrealschule in Liegnitz ab 1924 den Studien der Germanistik, Geschichte, Kunst- und Religionsgeschichte in Tübingen, Heidelberg, Berlin und Breslau. 1932 trat er als Referendar in den höheren Schuldienst ein, 1933 wurde der 1925 der SPD Beigetretene wegen seines Engagements in der Verbands- und Bildungsarbeit der Sozialistische Arbeiter-Jugend (SAJ) aus dem Schuldienst entlassen. Scholz war anschließend als Lehrer an der Volkshochschule sowie als freier wissenschaftlicher Mitarbeiter an der Universität Breslau tätig, gleichzeitig beteiligte er sich mit Gruppen der SAJ am illegalen Widerstand.
1936 entging Scholz einer drohenden Verhaftung durch die Gestapo wegen „Vorbereitung zum Hochverrat“ durch Emigration nach Prag, dort arbeitete er als Sprachlehrer und für die Zeitschrift Maß und Wert. Er wurde Mitglied der Prager Arbeitsgemeinschaft emigrierter Studenten und war Mitarbeiter in der Thomas-Mann-Gesellschaft. Feidel-Mertz und Schnorbach erwähnen seine Mitgliedschaft im Verband deutscher Lehreremigranten, lassen aber offen, ob er dem bereits in Prag oder später in Schweden beigetreten ist, wohin er 1938 über Warschau und Riga floh. Dort war Scholz als Publizist sowie als Dozent am Sozialwissenschaftlichen Institut der Universität Stockholm tätig und war Mitglied des Freien Deutschen Kulturbunds.
Nach seiner Rückkehr nach Berlin 1946 trat Scholz in die SED ein und arbeitete von 1947 bis 1949 als Referent in der Deutschen Zentralverwaltung für Volksbildung, bevor er 1949 zum Direktor des Goethe- und Schiller-Archivs und 1950 der klassischen Stätten in Weimar bestellt wurde, ein Amt, das er 1953 niederlegte. In der Folgezeit betrieb Scholz private Forschungen zur klassischen deutschen Literatur und bekleidete eine Gastprofessur in Leipzig, 1958 wurde er an der Universität Rostock bei Erich Kühne zum Dr. phil. promoviert. Im gleichen Jahr erhielt er einen Lehrauftrag für neuere deutsche und skandinavische Literatur am Germanistischen Institut der Humboldt-Universität zu Berlin, wo er 1959 zum Professor, kurz vor seiner Emeritierung 1969 zum ordentlichen Professor ernannt wurde.
Gerhard Scholz zählt neben Georg Lukács sowie Werner Krauss zu den Begründern einer marxistischen deutschen Literaturwissenschaft.

## Publikationen
- Der Dramenstil des Sturm und Drang im Lichte der dramaturgischen Arbeiten des jungen Schiller. Stuttgarter Aufsatz 1782 und Mannheimer Rede 1784. Interpretation unter Berücksichtigung der frühen Dramen der sogenannten „klassischen Periode“. 1958.
- Mit Ursula Püschel: Faust Gespräche. Wissenschaftliche Mitarbeit. Verlag Junge Welt, Berlin, 1967.